# Panthor
Panthor je izmišljeni lik iz Mattelove franšize Gospodari svemira; ljubičasta pantera i ljubimac zlog gospodara uništenja Skeletora. Stvorena je kao antipod i glavni suparnik He-Manovog Borbenog Mačka te je Skeletor jednako koristi za jahanje i marširanje u sukob. Za razliku od Straška/Borbenog Mačka, nema sposobnost govora. Vrlo je divlja i neprijateljski raspoložena prema svima, osim prema svom gospodaru Skeletoru i prema Evil-Lyn koja je, također, može pomaziti.

## Televizijska adaptacija lika

### He-Man i Gospodari svemira (1983. – 1985.)
Panthor se pojavljuje u Filmationovoj originalnoj seriji He-Man i Gospodari svemira kao divlja ljubičasta pantera u vlasništvu Skeletora, koja najčešće leži uz njegovo prijestolje. Skeltor se služi Panthorom za jahanje i prevaljivanje udaljenosti, a usto mu je i ljubimac te prema njemu pokazuje određene osjećaje. Panthor ne podnosi nikoga pa ni same Zle ratnike, izuzev svog gospodara i Evil-Lyn.

### He-Man i Gospodari svemira (2002. – 2004.)
U novijoj adaptaciji animiranog serijala He-Man i Gospodsari svemira, Panthor se sukobljava s Borbenim Mačkom u istom trenutku kada se odvija dvoboj između He-Mana i Skeletora. I u ovoj inkarnaciji lika, Panthor najčešće sjedi ili leži uz Skeletorovo prijestolje u Zmijskoj planini te reži na svakoga tko priđe prijestolju, a često juri i uništava Tri-Klopsove dronove, ako ga ometaju.

### Gospodari svemira: Otkriće
U Netflixovoj animiranoj seriji Gospodari svemira: Otkriće, Panthor je također ogormna ljubičasta pantera i Skeletorov ljubimac. Za vrijeme sukoba između Skeltora i Božanske Lyn, Panthor smrtno stradava, a užasnuti Skeltor se zaklinje Božanskoj Lyn da će osvetiti Panthorovu smrt.

## Vanjske poveznice
- Panthor – he-man.fandom.com (engl.)